# 彼得·林德马克
彼得·林德马克（瑞典語：Peter Lindmark，1956年11月8日—），瑞典男子冰球运动员，1974年开始职业生涯。他曾代表瑞典参加1988年冬季奥林匹克运动会冰球比赛，获得一枚铜牌。